# Wenezuela na Letnich Igrzyskach Olimpijskich 1992
Wenezuelę na Letnich Igrzyskach Olimpijskich 1992 reprezentowało 26 zawodników: 22 mężczyzn i cztery kobiety. Był to 13 start reprezentacji Wenezueli na letnich igrzyskach olimpijskich.

## Skład kadry

### Boks
Mężczyźni
- David Serradas waga musza do 52 kg – 5. miejsce,
- José de la Cruz waga półśrednia do 67 kg – 17. miejsce,
- Raimundo Yant waga półciężka do 81 kg – 17. miejsce,

### Judo
Kobiety
- María Villapol – waga do 48 kg – 7. miejsce,
- Xiomara Griffith – waga do 61 kg – 7. miejsce,

Mężczyźni
- Willis García – waga do 60 kg – 7. miejsce,

### Kolarstwo
Kobiety
- Daniela Larreal – kolarstwo torowe – sprint – odpadła w eliminacjach,

Mężczyźni
- Carlos Alberto Moya – kolarstwo szosowe – wyścig ze startu wspólnego – 40. miejsce,
- Hussein Monsalve – kolarstwo szosowe – wyścig ze startu wspólnego – 46. miejsce,
- Robinson Merchan – kolarstwo szosowe – wyścig ze startu wspólnego – nie ukończył wyścigu,

### Koszykówka
Mężczyźni
- Víctor Díaz, Gabriel Estaba, Rostyn González, Carl Herrera, Luis Jiménez, Alexander Nelcha, Iván Olivares, Nelson Solorzano, Sam Shepherd, Omar Walcott – 11. miejsce,

### Pływanie synchroniczne
Kobiety
- María Elena Giusti – solistki – 9. miejsce,

### Podnoszenie ciężarów
Mężczyźni
- Humberto Fuentes – waga do 52 kg – 7. miejsce,
- José Alexander Medina – waga do 67,5 kg – 14. miejsce,
- Julio César Luna – waga do 82,5 kg – 16. miejsce,

### Skoki do wody
Mężczyźni
- Dario di Fazio

trampolina 3 m – 25. miejsce,
wieża 10 m – 23. miejsce,

### Zapasy
Mężczyźni
- Luis Rondon – styl klasyczny waga do 82 kg – odpadł w eliminacjach,